# Grigory E. Volovik
Grigory (también escrito como Grigori o Grigorii) Efimovich Volovik (en ruso Григорий Ефимович Воловик; nacido el 7 de septiembre de 1946 en Moscú) es un físico teórico ruso, especialista en física de la materia condensada. Es conocido por el efecto Volovik.

## Educación y carrera
Después de graduarse en 1970 del Instituto de Física y Tecnología de Moscú, Volovik cursó estudios de posgrado en el Instituto Landau de Física Teórica de Moscú, donde recibió su título de Candidato de Ciencias (equivalente al doctorado, pero de menor nivel que el título de doctor nauk) en 1973 con la tesis Dinámica de una partícula interactuando fuertemente con un Sistema Bose . Ha ocupado desde 1973 un puesto como miembro del personal del Instituto Landau y desde 1993 un puesto como profesor en el Laboratorio de Baja Temperatura (ahora llamado Laboratorio Olli Lounasmaa) en la Universidad Tecnológica de Helsinki (ahora llamada Universidad Aalto). En 1981 recibió del Instituto Landau su título de Doctor en Ciencias de Rusia (habilitación). Su tesis doctoral rusa fue sobre Topología de defectos en materia condensada . Es autor o coautor de más de 450 publicaciones de investigación.
Volovik ganó en 1972 la Medalla de Oro Landau . Recibió en 2004 el premio Simon Memorial "por su investigación pionera sobre los efectos de la simetría en superfluidos y superconductores y por extender estos conceptos a la teoría cuántica de campos, la cosmología, la gravedad cuántica y la física de partículas". En 2014 compartió el premio Lars Onsager con Vladimir Petrovich Mineev por "su contribución a una clasificación completa de defectos topológicos en fases de materia condensada con simetría rota, que culminó en la predicción de vórtices semicuánticos en He-3 superfluido y sistemas relacionados". Volovik fue elegido en 2001 miembro extranjero de la Academia Finlandesa de Ciencias y Letras y en 2007 de la Academia Alemana de Ciencias Leopoldina .
La investigación de Volovik se ocupa de líquidos de espín cuántico a baja temperatura (como el helio líquido), superfluidos, superconductividad no convencional (por ejemplo, en sistemas de fermiones pesados), la física de vidrios y cristales líquidos, turbulencia cuántica, efecto Hall cuántico intrínseco, estados coherentes en el Larmor precesión Propuso ideas y experimentos novedosos para investigar analogías entre los fenómenos de la teoría cuántica de campos y la astrofísica y los fenómenos de la física del estado sólido. Propuso una solución al problema de la constante cosmológica a partir de analogías con la física del estado sólido, en la que, a diferencia de la física de partículas y la gravedad cuántica, se conoce con precisión el modelo microscópico. En 2010, con Frans R. Klinkhamer, publicó Towards a solution of the cosmological constant problem (en español Hacia una solución del problema de la constante cosmológica) .
Volovik colaboró con el físico experimental Yuri Mikhailovich Bunkov en el estudio de los análogos y fenómenos de la física de partículas en el helio-3. En la teoría cuántica de campos, el helio-3 líquido es un buen modelo del estado de vacío en la física de partículas elementales, con fermiones como excitaciones elementales y bosones como fotones, gravitones y gluones como colectivos. Según la investigación de Volovik, las excitaciones y las leyes fundamentales de simetría física, como la invariancia de calibre y Lorentz, son leyes "emergentes" a temperaturas suficientemente bajas. Su visión del surgimiento de la gravitación como una excitación colectiva del vacío se encuentra en Rusia en la tradición de una teoría de Andrei Sajarov . En el caso del helio-3, esto se expresa por la pérdida de simetría a altas energías (gas) y la formación (emergencia) de simetrías como la invariancia traslacional en estado superfluido a bajas temperaturas. Hay fenómenos entre una fase con simetría global U(1) y dos SO(3) y, a temperaturas aún más bajas, en la fase A, simetrías adicionales que, según Volovik, son análogas a las simetrías observadas (es decir, simetrías de Lorentz y gauge y covarianza general) del modelo estándar. Volovik llama a este último fenómeno "anti- GUT ".
Investigó problemas de muchos cuerpos desde el punto de vista de clasificar sus propiedades como defectos topológicos. En 2007, publicó un escenario de punto de Fermi asumiendo que la gravedad es "un fenómeno emergente de baja energía que surge de un defecto topológicamente estable en el espacio de momento". Investigó las invariantes topológicas del modelo estándar y las posibles transiciones de fase cuánticas topológicas que ocurren entre los estados de vacío del modelo estándar.
En la primera década del siglo XXI formó parte del comité directivo del programa Cosmología en el Laboratorio (COSLAB) de la Fundación Europea de la Ciencia .

## Libros
- The Universe in a Helium Droplet. Clarendon Press, Oxford 2003; hbk ISBN 978-0-19-850782-6 ; edición 2009 . (más de 3000 citas)
- Exotic properties of superfluid 3He. Científico Mundial 1992.[20]
- Con Mário Novello y Matt Visser (eds. ): Artificial Black Holes. World Scientific, 2002 (con un capítulo de Volovik: Effective Gravity and quantum vacuum in superfluids), pp. 127–178
- Con R. Huebener y N. Schopohl (eds.): Vortices in unconventional superconductors and superfluids. Springer Verlag, 2002; Edición de 2013 (con una introducción de Volovik: The beautiful world of the vortex, pp. 1–4)